# Cấu trúc doanh nghiệp

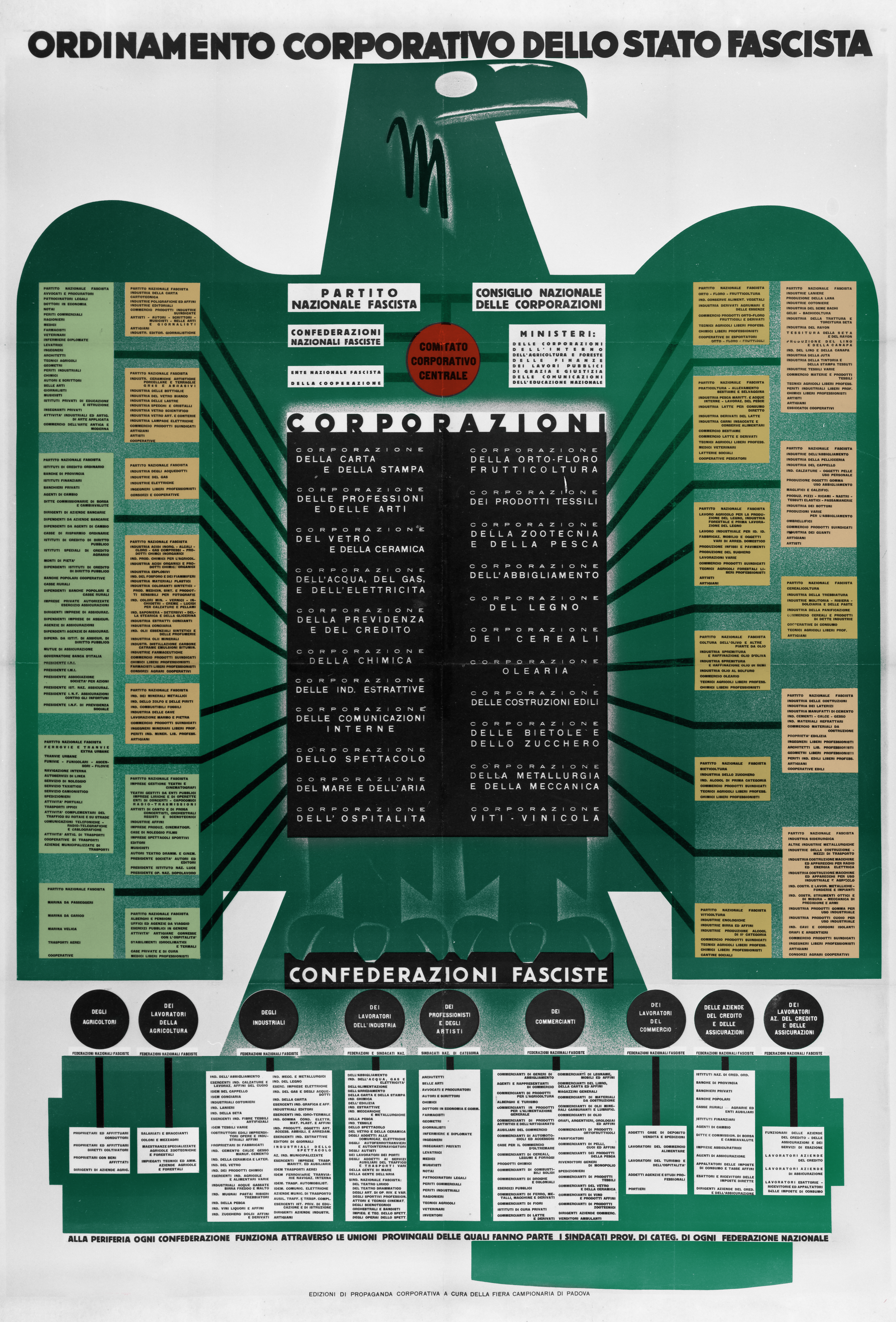
Minh họa về cơ cấu tổ chức của một doanh nghiệp ở Ý vào năm 1930. Với sơ đồ tổ chức nêu trên cho thấy mức độ phức tạp và tinh vi của hệ thống tổ chức như là một cấu trúc phức tạp

Cấu trúc doanh nghiệp (Corporate structure) hay Cơ cấu tổ chức doanh nghiệp là một hệ thống chính thức xác định cách thức các hoạt động và vận hành của doanh nghiệp như phân công nhiệm vụ, điều phối và giám sát được định hướng để đạt được mục tiêu của tổ chức, cơ cấu của doanh nghiệp. Cấu trúc doanh nghiệp đóng vai trò như một bộ khung vạch ra vai trò, trách nhiệm, quyền hạn và cách thức thông tin lưu chuyển giữa các cấp bậc trong công ty, cấu trúc này không chỉ là một sơ đồ tổ chức mà còn là yếu tố nền tảng quyết định sự thành công và bền vững của doanh nghiệp. Việc lựa chọn cấu trúc cho một công ty là một quyết định quan trọng và phải được cân nhắc một cách chiến lược vì nó có thể hỗ trợ hoặc ảnh hưởng cản trở trong việc kinh doanh. Cấu trúc cũng phải phù hợp với loại hoạt động, mục tiêu, sứ mệnh và tầm nhìn của công ty.

## Đại cương
Cấu trúc hay cơ cấu tổ chức của công ty bao gồm nhiều phòng ban khác nhau đóng góp vào sứ mệnh và mục tiêu chung của công ty. Các phòng ban chung bao gồm các phòng, bộ phận tiếp thị, tài chính, quản lý hoạt động, quản lý nguồn nhân lực và công nghệ thông tin. Năm bộ phận này đại diện cho các phòng ban chính trong một công ty đại chúng, mặc dù thường có các phòng ban nhỏ hơn trong các công ty tự chủ. Nhiều doanh nghiệp có Giám đốc điều hành (CEO) và Hội đồng quản trị, thường bao gồm các giám đốc của mỗi phòng ban, có khả năng bổ sung thêm một hoặc nhiều Giám đốc không điều hành. Ngoài ra còn có chủ tịch công ty, phó chủ tịch và Giám đốc tài chính (CFO). Tuy nhiên, trên thực tế có sự đa dạng lớn về hình thức công ty, vì các doanh nghiệp có thể là công ty đơn lẻ hoặc tập đoàn đa công ty. Nhiều tập đoàn lớn có “cấu trúc phức tạp", là sự kết hợp của nhiều mô hình khác nhau với một chiến lược lõi. 
Ngoài những mô hình chung, còn có những yếu tố khác tạo nên cấu trúc của một tổ chức. Tùy thuộc vào chuỗi chỉ huy, cấu trúc của một công ty có thể được phân loại thành theo chiều dọc hoặc chiều ngang, cũng như tập trung hoặc phi tập trung. Một tổ chức có cấu trúc theo chiều dọc hoặc một công ty "cao cấp" mô tả một chuỗi quản lý, thường có một CEO ở trên cùng ủy quyền cho các nhà quản lý cấp dưới thông qua các nhà quản lý cấp trung. Trong khi đó, Cấu trúc tổ chức tập trung (tập quyền) mô tả cách định hướng và quyết định của công ty được thiết lập bởi một cá nhân duy nhất nhưng các cấu trúc tổ chức phi tập trung cho phép các cá nhân có một số quyền tự chủ ở mỗi cấp độ của doanh nghiệp, vì họ tham gia vào quá trình ra quyết định. Có một xu hướng mới nổi trong cách các công ty định hình cấu trúc tổ chức của họ. Nhiều doanh nghiệp đang chuyển sang một cấu trúc "cơ cấu phẳng" hơn (theo chiều ngang), phi tập trung hơn nhiều. Sự phát triển công nghệ đẩy nhanh những thay đổi về mặt tổ chức này khi chúng cải thiện hiệu quả của doanh nghiệp, khiến doanh nghiệp phải tái cấu trúc các phòng ban, sửa đổi các yêu cầu về vị trí hoặc thêm vị trí, nhiệm vụ cũng như phải có phương án xắp xếp, tinh gọn vị trí việc làm.